# Otello (film 1920)
Otello è un film del 1920 diretto da Camillo De Riso.